# Armañac (región)

Bandera del condado de Armañac.

Armañac (en francés: Armagnac, en occitano: Armanhac), región histórica en el oeste de Occitania, dentro de Gascuña y en la cuenca de Aquitania, abarca con una extensión de aproximadamente 5000 km² gran parte del actual departamento francés del Gers.

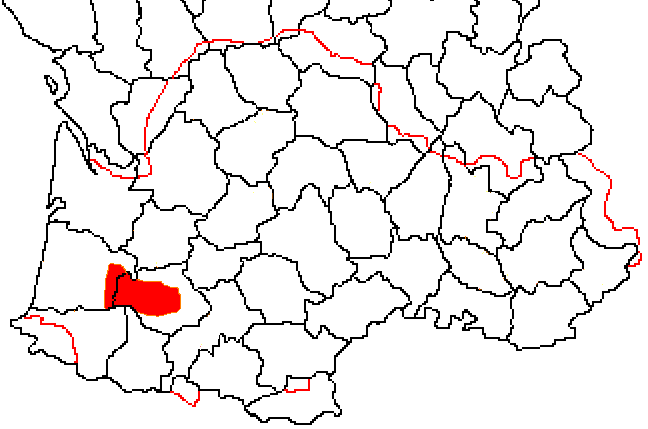
Mapa del Armañac dentro de la Occitania.

## Historia
El condado del Armañac surge en 960 cuando asume, con el título condal, Gerardo I el Vizco. Hacia 1140 Gerardo III lo incorporó al vizcondado del Fesenzac, del cual se separaría en 1285. El condado de Armañac, como otras divisiones feudales, desapareció oficialmente durante la Revolución francesa que dividió los territorios del país en departamentos.

## Fisiografía
El territorio está constituido por las ondulaciones que forman un abanico de suaves y bajas colinas (Colinas de Armañac), las cuales descienden hacia el norte desde la planicie de Lannemezan que separa al Armañac de la cordillera de los Pirineos. Entre las alargadas colinas discurren pequeños ríos, el Adour hacia el oeste y el norte, todos tributarios del Garona, se cuentan de oeste a este, el Arros, Doz, Gelís, el Bais o Bes, Arrats y Gimone.

Al ser su clima de transición entre el mediterráneo y el templado oceánico, las temperaturas son suaves todo el año, existiendo un considerable régimen de humedad con bastantes y regulares precipitaciones, así como ligeras nevadas invernales. Semejante clima incide en la ecología local y se manifiesta en la vegetación y los cultivos: en las partes elevadas de las colinas se extienden bosques de árboles caducifolios (por ejemplo, robles, chopos), mientras que en las laderas y hondonadas los suelos limosos y arenosos de origen terciario han permitido que prospere, desde tiempos de los romanos, las viñas con cuyas uvas se preparan especialmente vinos blancos y un célebre aguardiente que ha recibido el nombre de la región (ver Armañac). Otros cultivos son los de trigo y maíz.